# Charles Rollo Peters

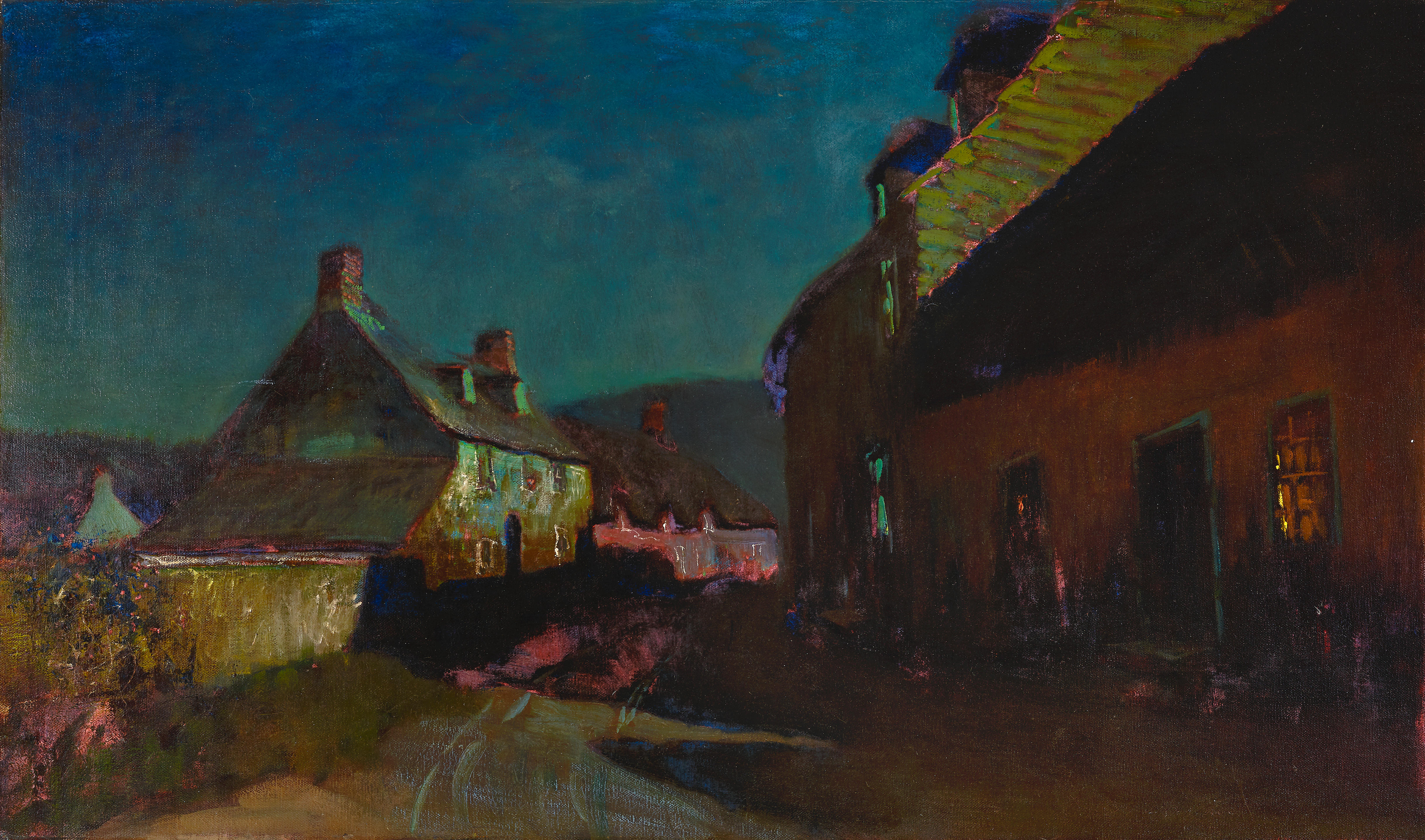
Charles Rollo Peters, Round Lane, Dorset

Charles Rollo Peters (* 10. April 1862 in San Francisco, Kalifornien; † 2. März 1928 ebenda) war ein amerikanischer Maler, der vor allem für seine stimmungsvollen Nachtbilder bekannt ist. Seine Werke zeichnen sich durch die Darstellung nächtlicher Szenen, insbesondere kalifornischer Adobelehmbauten im Mondschein, aus.

## Leben
Charles Peters wurde in San Francisco geboren und studierte zunächst an der San Francisco School of Design bei Virgil Williams und Chris Jorgensen. Später setzte er seine Ausbildung in Paris an der École nationale supérieure des beaux-arts de Paris und der Académie Julian fort, wo er bei namhaften Künstlern wie Jean-Léon Gérôme, Gustave Boulanger und Jules-Joseph Lefebvre studierte. Während seiner Zeit in Europa wurde er von James McNeill Whistler beeinflusst, dessen Nocturnes einen bleibenden Eindruck bei ihm hinterließen. Nach seiner Rückkehr in die USA ließ sich Charles Peters in Monterey, Kalifornien, nieder. Dort erwarb er ein 30 Hektar großes Grundstück, das er Peters Gate nannte, und baute sich ein Haus und ein Atelier, das von dem Architekten Willis Polk entworfen wurde. Sein Haus wurde zu einem Treffpunkt für Künstler und Intellektuelle der Region. Charles Peters war zweimal verheiratet. Seine erste Frau, Kathleen Kitty Frances Murphy, heiratete er 1891. Das Paar hatte vier Kinder, von denen zwei früh starben. Nach dem Tod seiner ersten Frau heiratete er Constance Mabel Easley, die ebenfalls Malerin war.

## Werk

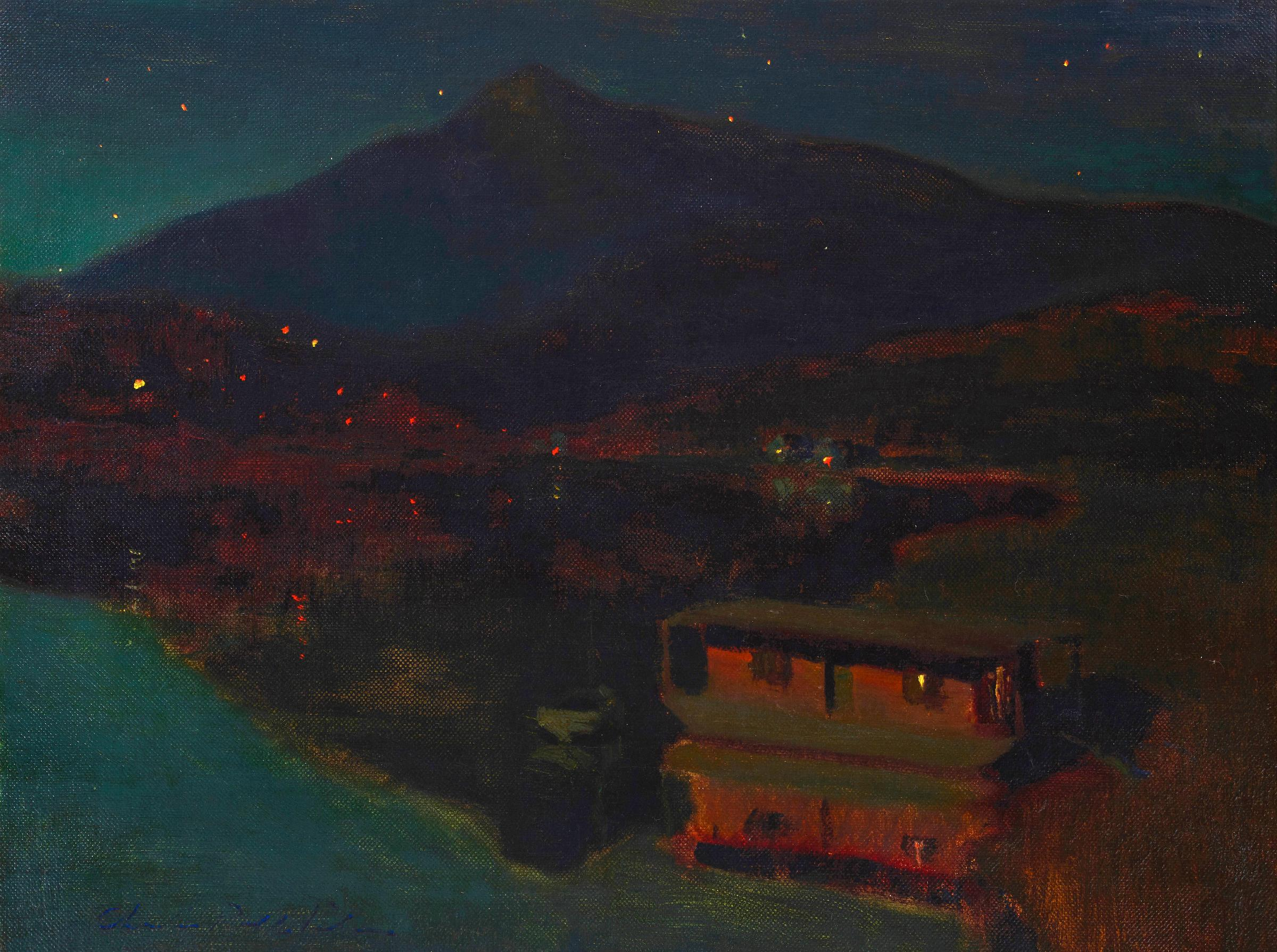
Charles Rollo Peters, Hausboote in Belvedere

Charles Peters spezialisierte sich auf die Darstellung von nächtlichen Szenen, insbesondere von alten spanischen Adobelehmbauten in Monterey. Seine Bilder sind bekannt für ihre tiefen Blautöne und die subtile Beleuchtung durch Mondlicht, die eine geheimnisvolle und romantische Atmosphäre schaffen. Diese Spezialisierung brachte ihm den Spitznamen „Prince of Darkness“ ein.
Charles Peters Werke wurden auf zahlreichen Ausstellungen gezeigt, darunter die Pan-American Exposition in Buffalo (1901) und die Louisiana Purchase Exposition in St. Louis (1904). Charles Peters war Mitglied des Bohemian Club in San Francisco und nahm regelmäßig an dessen Kunstausstellungen teil.